# In God We Trust (album, Stryper)
In God We Trust je čtvrté studiové album americké křesťanské metalové skupiny Stryper, vydané 28. června 1988 přes vydavatelství Enigma Records. Album dosáhlo v USA zlatého statusu a prodalo se přes 500 tisíc jeho kopií. Z alba byly vydány tři singly: „Always There For You“, „I Believe in You“ a „Keep The Fire Burning“. První dva se umístily na 71., resp. 88. místě v žebříčku Billboard Hot 100. Album získalo dvě ceny GMA („Hard Music Album“ a „Hard Rock Song“).

## Seznam skladeb
Všechny skladby napsal Michael Sweet, pokud není uvedeno jinak.
| Pořadí | Název                    | Autor               | Délka |
| ------ | ------------------------ | ------------------- | ----- |
| 1.     | In God We Trust          | Sweet, Robert Sweet | 3:56  |
| 2.     | Always There For You     |                     | 4:09  |
| 3.     | Keep the Fire Burning    |                     | 3:35  |
| 4.     | I Believe in You         |                     | 3:17  |
| 5.     | The Writings on the Wall |                     | 4:19  |
| 6.     | It's Up 2 U              |                     | 3:51  |
| 7.     | The World of You and I   |                     | 3:45  |
| 8.     | Come to the Everlife     | Oz Fox              | 4:09  |
| 9.     | Lonely                   |                     | 4:09  |
| 10.    | The Reign                | Fox                 | 2:50  |

## Obsazení

#### Stryper
- Michael Sweet – zpěv, rytmická a sólová kytara
- Oz Fox – rytmická a sólová kytara, doprovodný zpěv
- Robert Sweet – bicí

#### Hostující
- Brad Cobb – baskytara
- John Van Tongeren – klávesy
- Billy Meyers – klávesy